# Anna Maria Vaiana
Anna Maria Vaiani (Florencia, ca.1604-1655), o Anna Maria Vaiana, fue una artista italiana pintora y grabadora, conocida sobre todo por sus diseños botánicos. Está considerada, junto con Magdalena van de Passe, como una de las primeras mujeres grabadoras.

## Biografía
Anna Maria Vaiani nació en Florencia en 1604. Fue hija del pintor y grabador florentino Alessandro Vaiani (c. 1578-1631), de quien aprendió el arte del dibujo y la pintura, y trabajó la técnica de la incisión junto a su hermano Sebastiano Vaiani. Vivió en Roma y se conocen grabados suyos en los que firma como dibujante y grabadora. En 1647 se casó con el pintor y grabador francés Jacques Courtois. El matrimonio no fue bien y ella quedó arrestada y encarcelada tras la denuncia de su marido por abandono del hogar conyugal. Gracias a la familia Barberini, y a su relación con el Papa Urbano VIII para el que había trabajado, pudo salir de la cárcel, conseguir el divorcio y recuperar su dote.
En 1630 se convirtió en miembro de la  Academia de San Lucas y se afilió al gremio de pintores y miniaturistas y al gremio científico de la Accademia Nacioanl de los Linces. En aquella época era poco común que las mujeres formaran parte de las academias de arte. Las únicas obras de naturalezas muertas que le han sido atribuidas son las láminas de dos jarrones de flores del año 1647, que se encuentran en el inventario de la escalera del cardenal Giovani Carlo de Medici.Anna Maria Vaiani fue muy conocida en su época y trabajó y colaboró con muchos artistas, como Virginia da Vezzo, quien también formó parte de la Academia di San Luca.

## Mecenas y patronos
Vaiani intercambió cartas con Galileo Galilei de 1630 a 1638. Gracias a la influencia de Galileo, el cardenal Francesco Barberini se convirtió en su mecenas. La familia Barberini apoyó a Vaiani a lo largo de su carrera como mecenas. Vaiani trabajó y colaboró con muchos artistas a lo largo de sus numerosos proyectos, como Johann Friedrich Greuter, Andrea Sacchi, Guido Reni, Pietro da Cortona o Claude Mellan.

## Obras
Vaiani comenzó su carrera artística pintando como asistente de su padre. Trabajó con él al fresco y al óleo y completó muchas sus decoraciones pictóricas al morir este en 1631. Su primera obra registrada fue la finalización de uno de los frescos que estaba pintando su padre en la Capella Segreta del Papa Urbano VIII en el Vaticano.Otras piezas al fresco en las que colaboró son la Agonía en el Huerto, la Flagelación, la Coronación de Espinas y el Camino al Calvario. Muchas de sus pinturas fueron encargadas por la familia Barberini. Entre sus pinturas más famosas están la Virgen y el Niño Jesús con Juan Bautista y los querubines. 
Aunque Vaiani comenzó a trabajar con técnicas pictóricas, es más conocida como grabadora, concretamente por sus grabados botánicos. Contribuyó en colecciones de grabado documental como De Florum Cultura y Galleria Giustiniani. También creó obras individuales como La Magdalena penitente, que actualmente se encuentra en el Museo Británico.

### De Florum Cultura
Vaiani fue una de las artistas que contribuyeron con grabados en planchas de cobre para ilustrar De Florum Cultura de Giovanni Battista Ferrari, en 1633, el cual estaba basado en el jardín botánico de Barberini. Sólo un grabado del libro, Ramo de Flores,  está firmado por Vaiani. Se le considera  como una de las diseñadoras de los grabados; sin embargo, se especula con que grabó muchos más. De Florum Cultura se puede encontrar en la colección del Museo Metropolitano de Arte y en otras instituciones.

### Galería Giustiniani
La Galleria Giustiniani es un catálogo de la colección de estatuas romanas antiguas de Vincenzo Giustiniani realizada en 1631 bajo la dirección de Joachim von Sandrart. Vaiani grabó tres planchas para esta colección: Dos bustos de mujeres, Dos bustos de ancianos y Estatua de Palas Atenea. 

## Galería

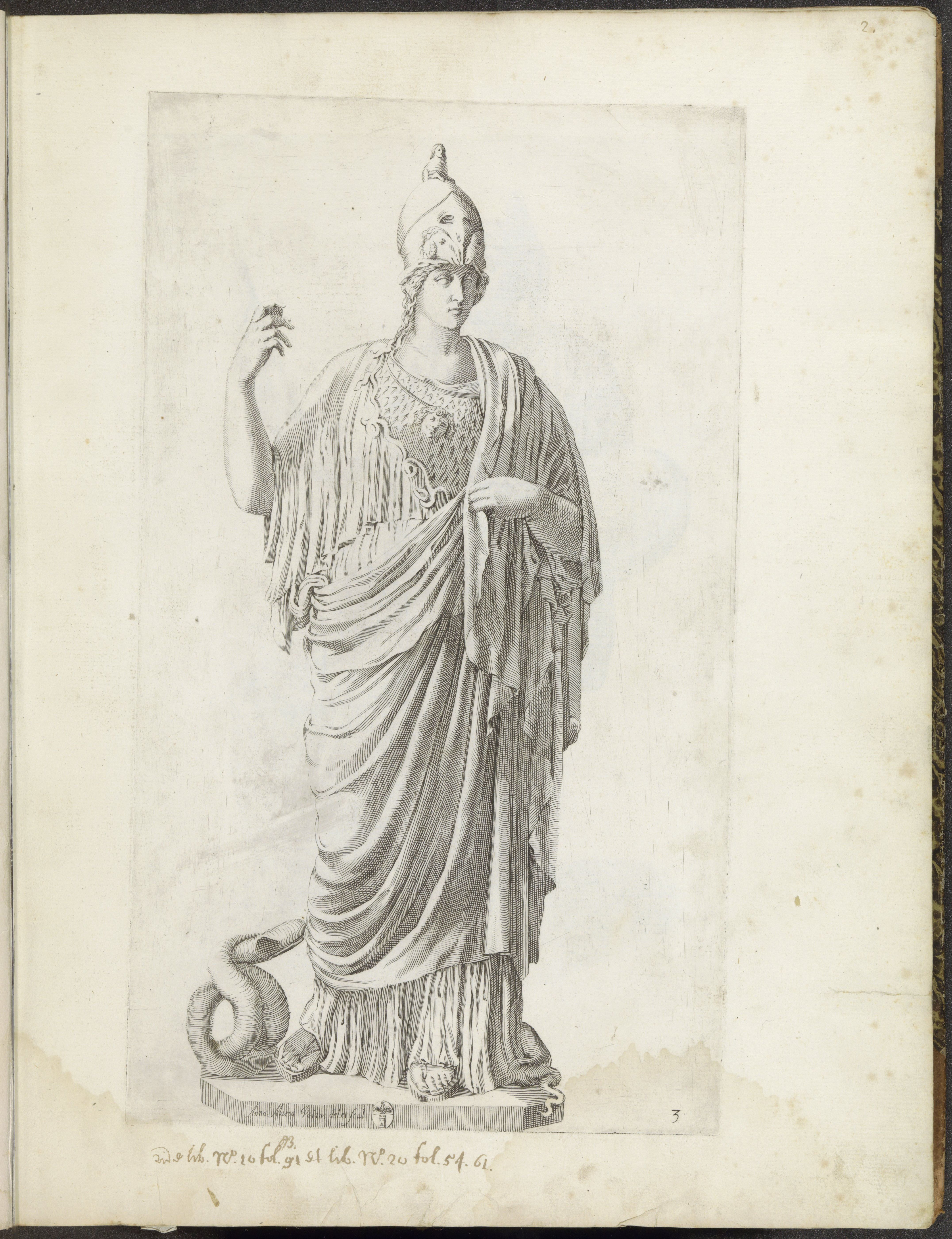
Estatua de Palas Atenea, Galería Giustiniana, 1631, grabado.La Real Academia de las Artes.
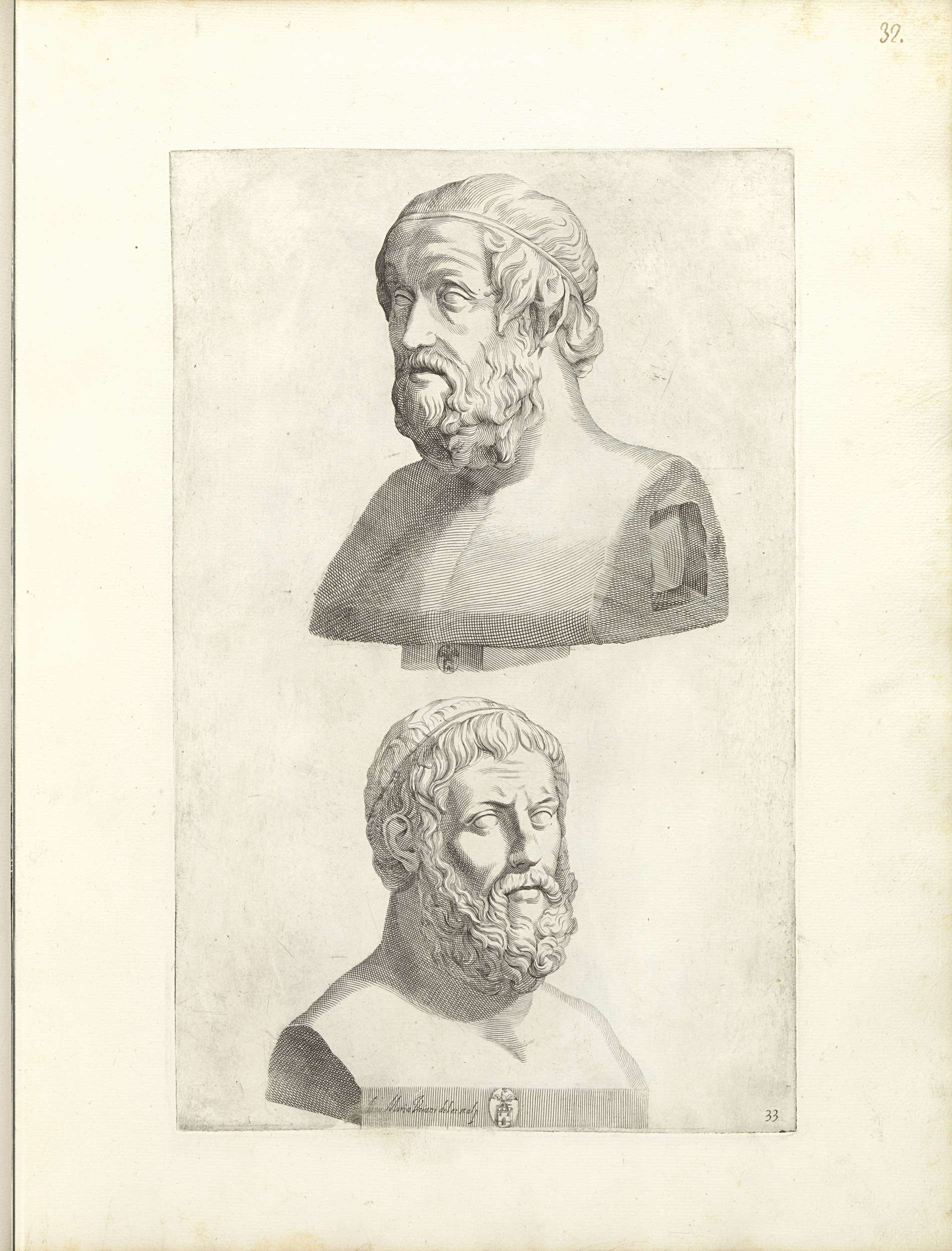
Dos bustos de ancianos, Galería Giustiniana, 1631, grabado. Real Academia de las Artes.
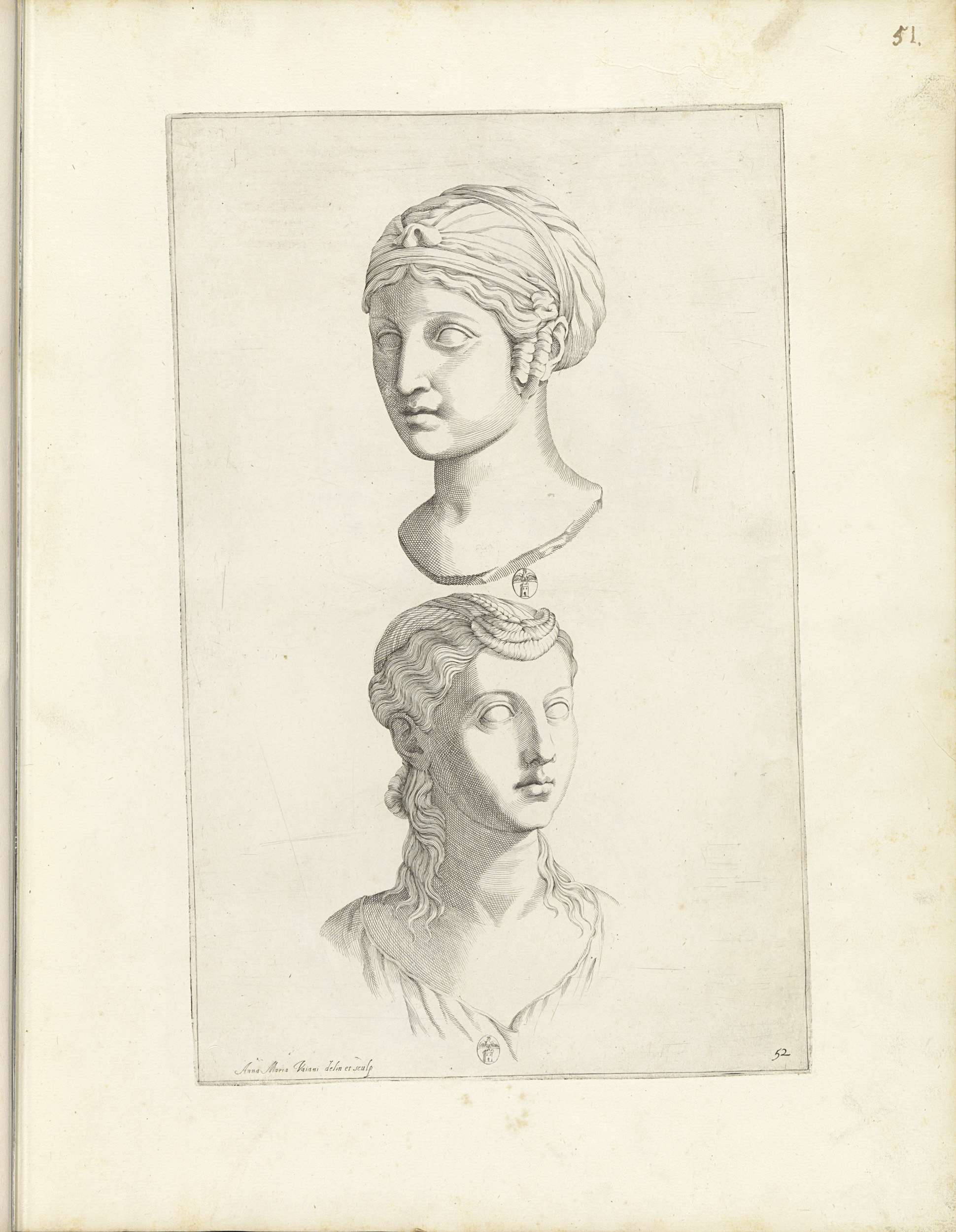
Dos Bustos de Mujeres,Galería Giustiniana, 163, grabado. Real Academia de las Artes.
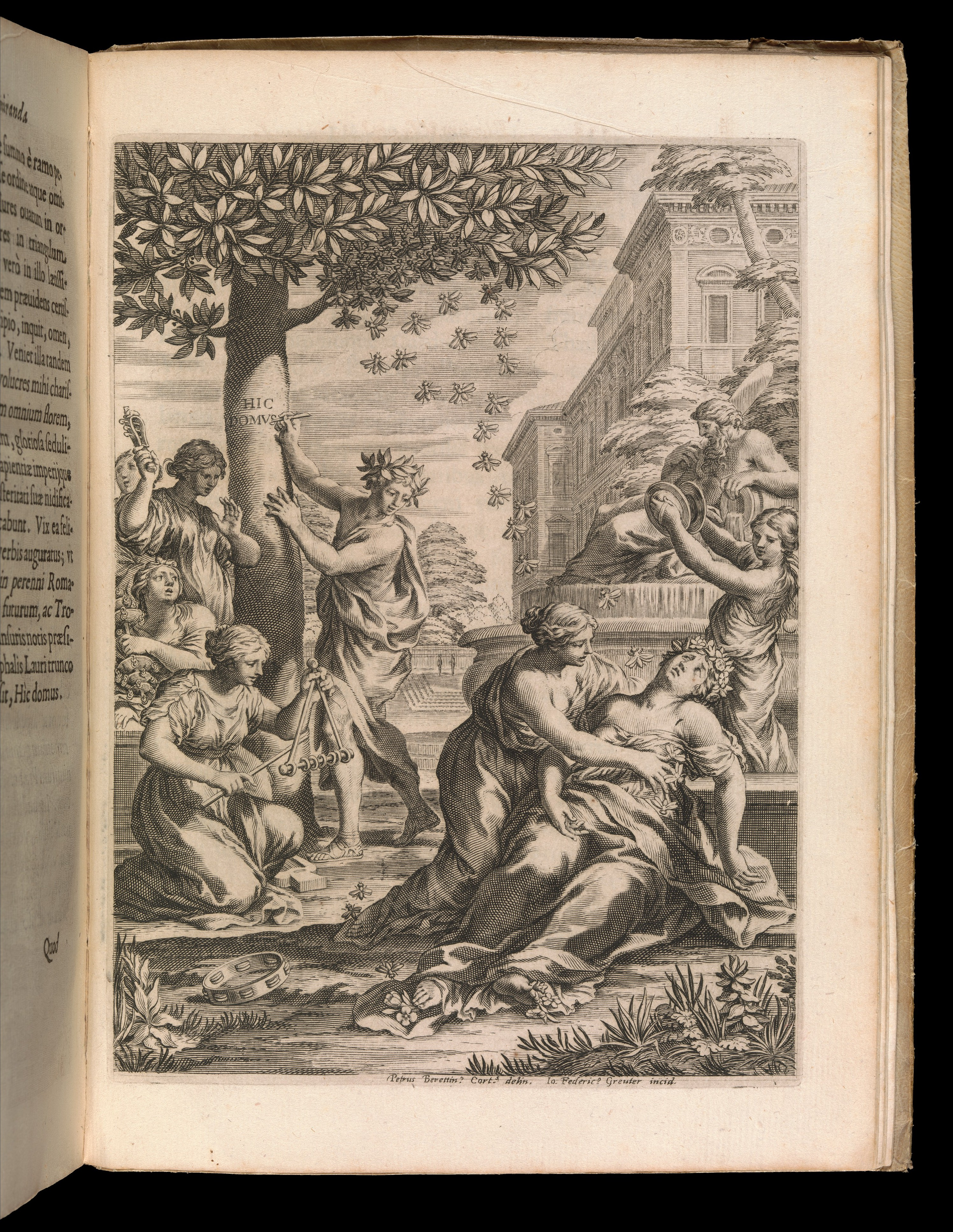
De Florum Cultura, 1633, grabado. Museo Metropolitano de Arte.
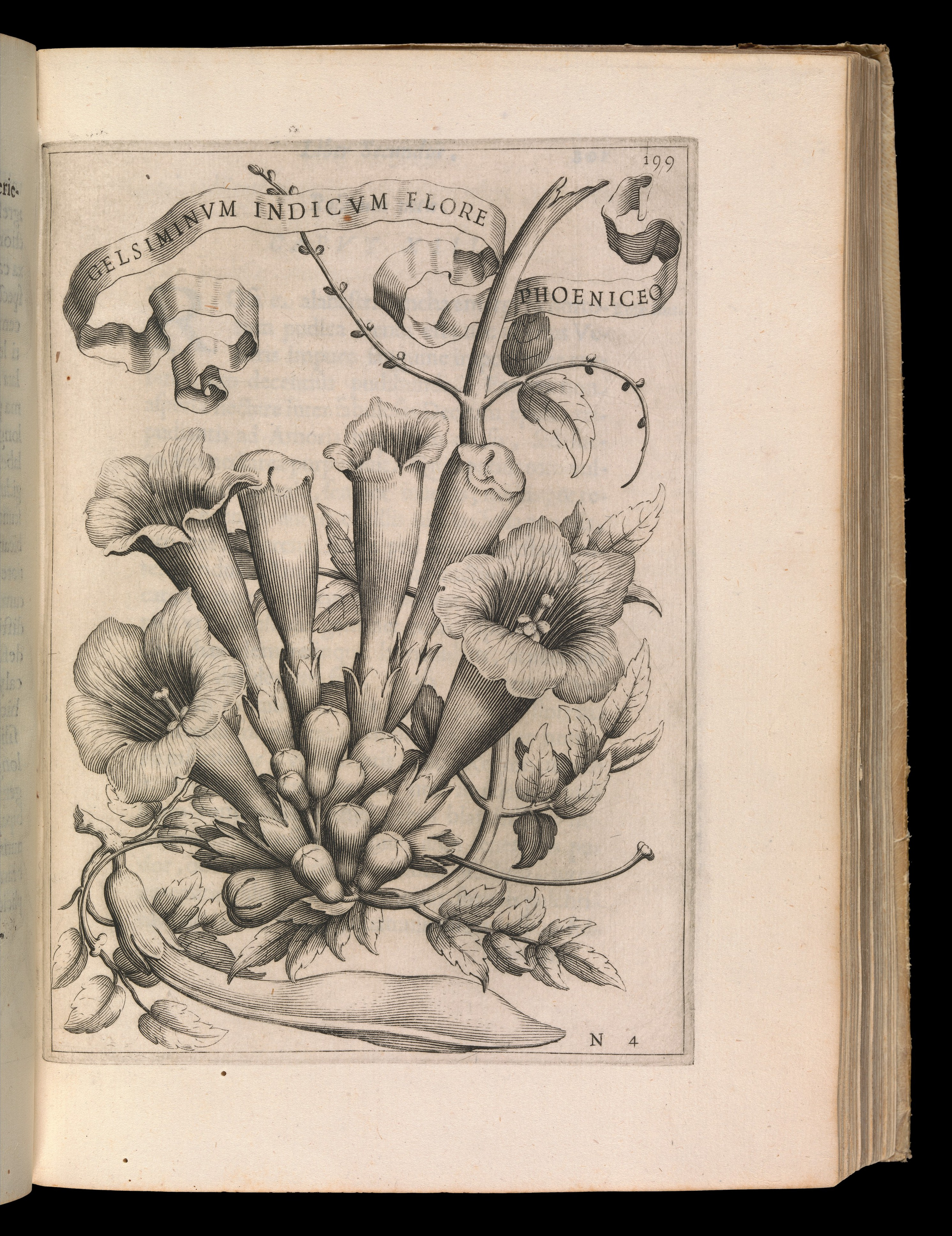
De Florum Cultura, 1633, grabado. Museo Metropolitano de Arte.
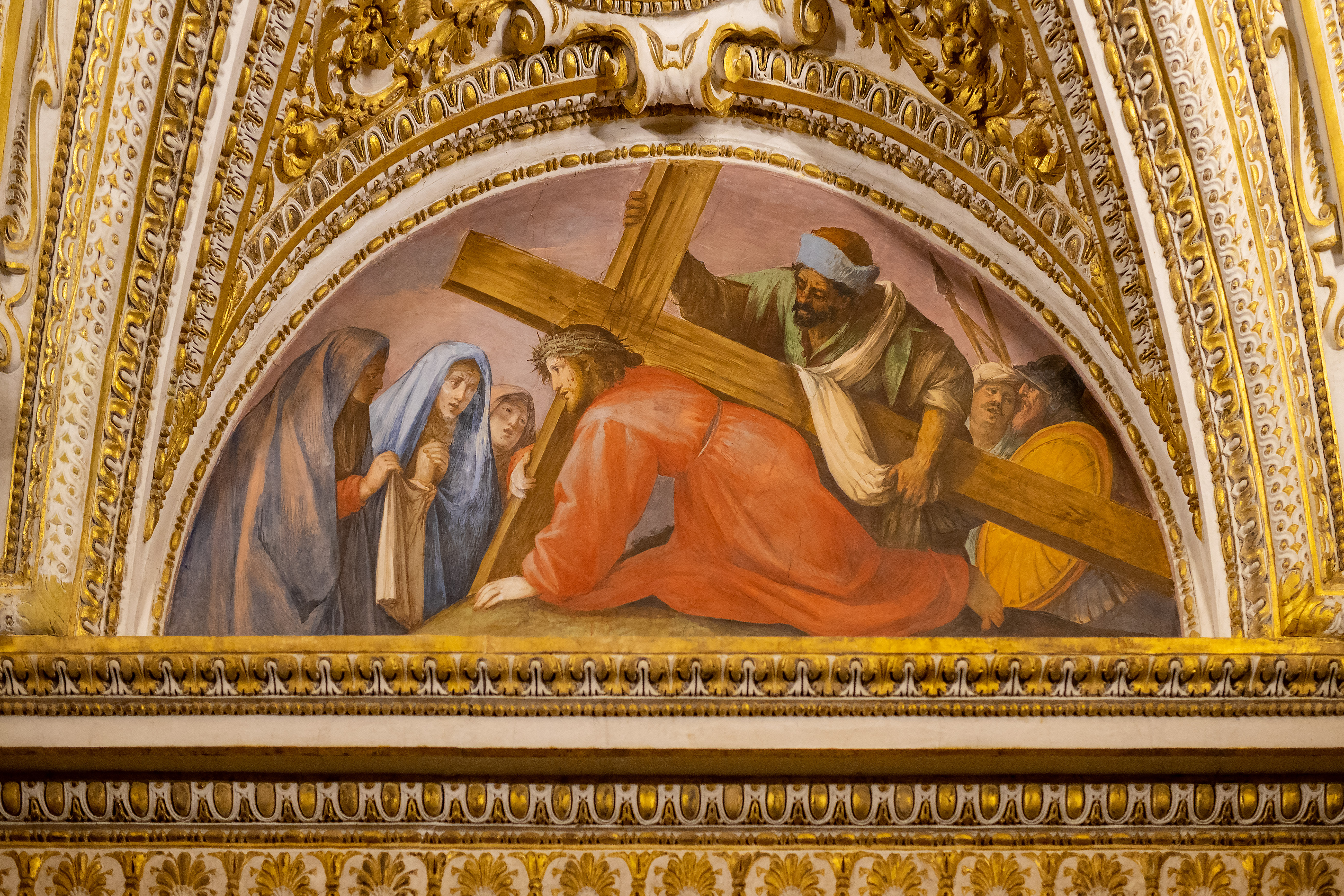
Alessandro y Anna María Vaiani, Historias de la Pasión de Cristo, 1631, Capilla de Urbano VIII, Roma, Ciudad del Vaticano.
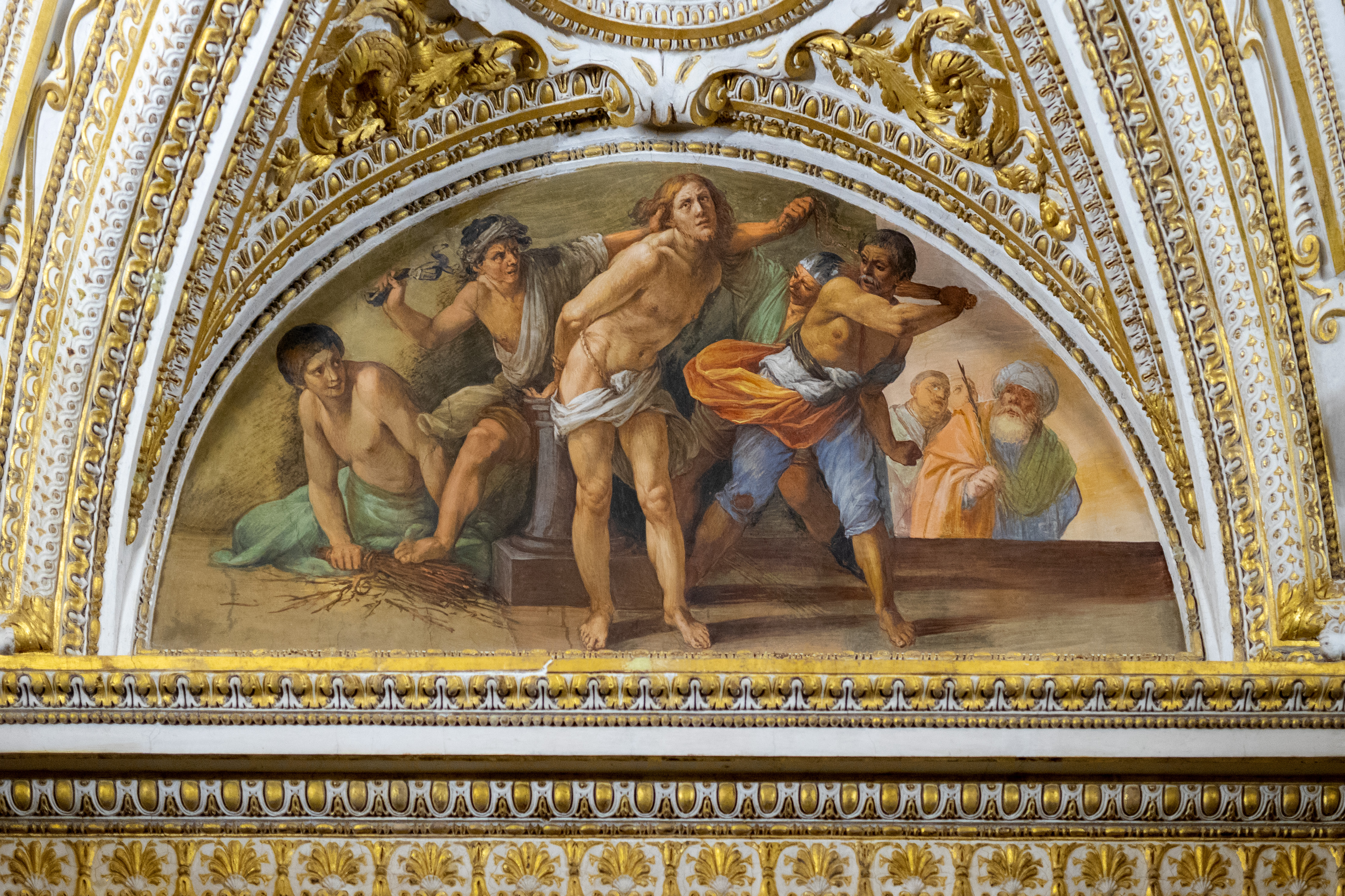
Alessandro y Anna María Vaiani, Historias de la pasión de Cristo, 1631, Capilla de Urbano VIII, Roma, Ciudad del Vaticano.
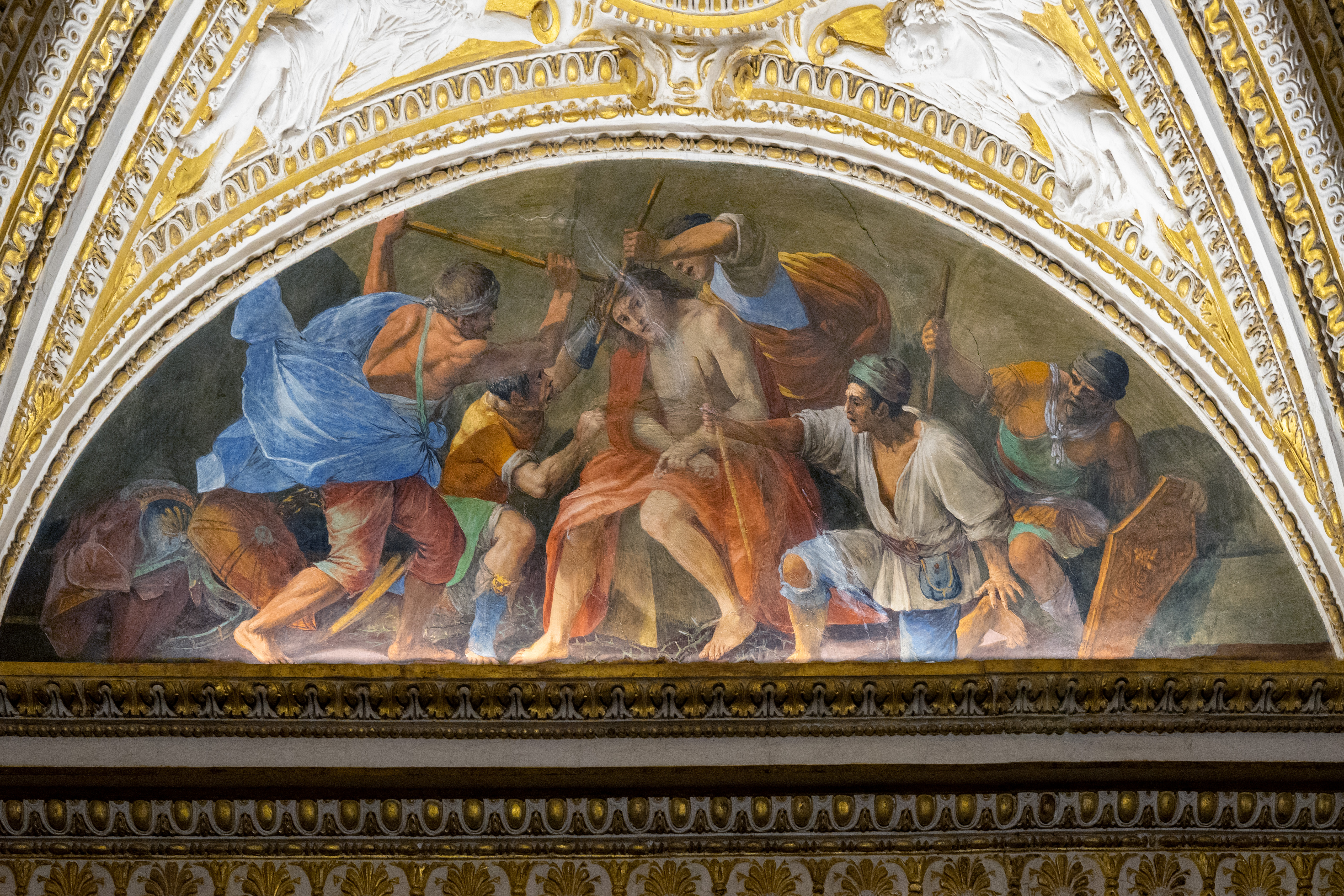
Alessandro y Anna María Vaiani, Historias de la Pasión de Cristo, 1631, Capilla de Urbano VIII, Roma, Ciudad del Vaticano.